# Élections législatives nauruanes de 2019
Des élections législatives ont lieu à Nauru le 24 août 2019 afin de renouveler pour trois ans l'ensemble des dix-neuf députés du Parlement national. Ces élections au suffrage universel direct, sont suivies de l'élection du président de la République par les députés. Il n'existe pas de partis politiques, mais des factions, dont les membres sont officiellement sans étiquette.
Le scrutin donne lieu à un important renouvellement du Parlement. Le président sortant Baron Waqa perd son siège de député, et par conséquent la présidence de la République. L'ensemble des députés de l'opposition parlementaire sortante perd toutefois également ses sièges, en faveur de nouveaux députés au positionnement initialement incertain. Le 27 août, les députés élisent Lionel Aingimea à la présidence de la République, et en écartent ainsi le numéro deux du gouvernement sortant, David Adeang, qui briguait la fonction.

## Contexte

Emplacement de Nauru au sein de l'Océanie.

Depuis 2013, le gouvernement du président Baron Waqa et de son influent ministre de la Justice David Adeang est accusé de multiples atteintes à la démocratie dans le pays. Ainsi « la censure, la déportation du président de la Cour suprême et l'arrestation de députés d'opposition ont mené à un grave déclin de la crédibilité de la démocratie à Nauru ». 
En 2014 le gouvernement nauruan interdit l'accès au pays au président de la Cour suprême, Geoffrey Eames, et le remplace par le Fidjien Mohammed Khan, perçu comme davantage enclin à soutenir l'autoritarisme du gouvernement. La même année, cinq des sept députés d'Opposition sont suspendus, et interdits de siéger au Parlement, accusés d'avoir critiqué le gouvernement auprès de médias étranger. En juin 2015, trois de ces députés suspendus sont arrêtés pour avoir pris part à une manifestation en faveur de la démocratie. Fin juin, le gouvernement néo-zélandais, l'Union européenne et l'Union interparlementaire s'inquiètent publiquement de ces développements. Ils appellent le gouvernement nauruan à respecter la liberté d'expression, le droit des citoyens de s'informer, le droit de l'opposition parlementaire de fonctionner, ainsi que les normes internationales de droits de l'homme. En juillet la Chambre des représentants de Nouvelle-Zélande adopte à l'unanimité une motion exprimant son « inquiétude » au sujet des actions du gouvernement nauruan : « soupçon d'interférence envers le pouvoir judiciaire, la suspension des députés d'opposition, l'annulation des passeports de députés d'opposition, et l'abrogation de droits civils et politiques ». En septembre, le gouvernement de Nouvelle-Zélande suspend son aide financière au secteur judiciaire de Nauru, en raison du non-respect des règles d'un État de droit par le gouvernement Waqa / Adeang.

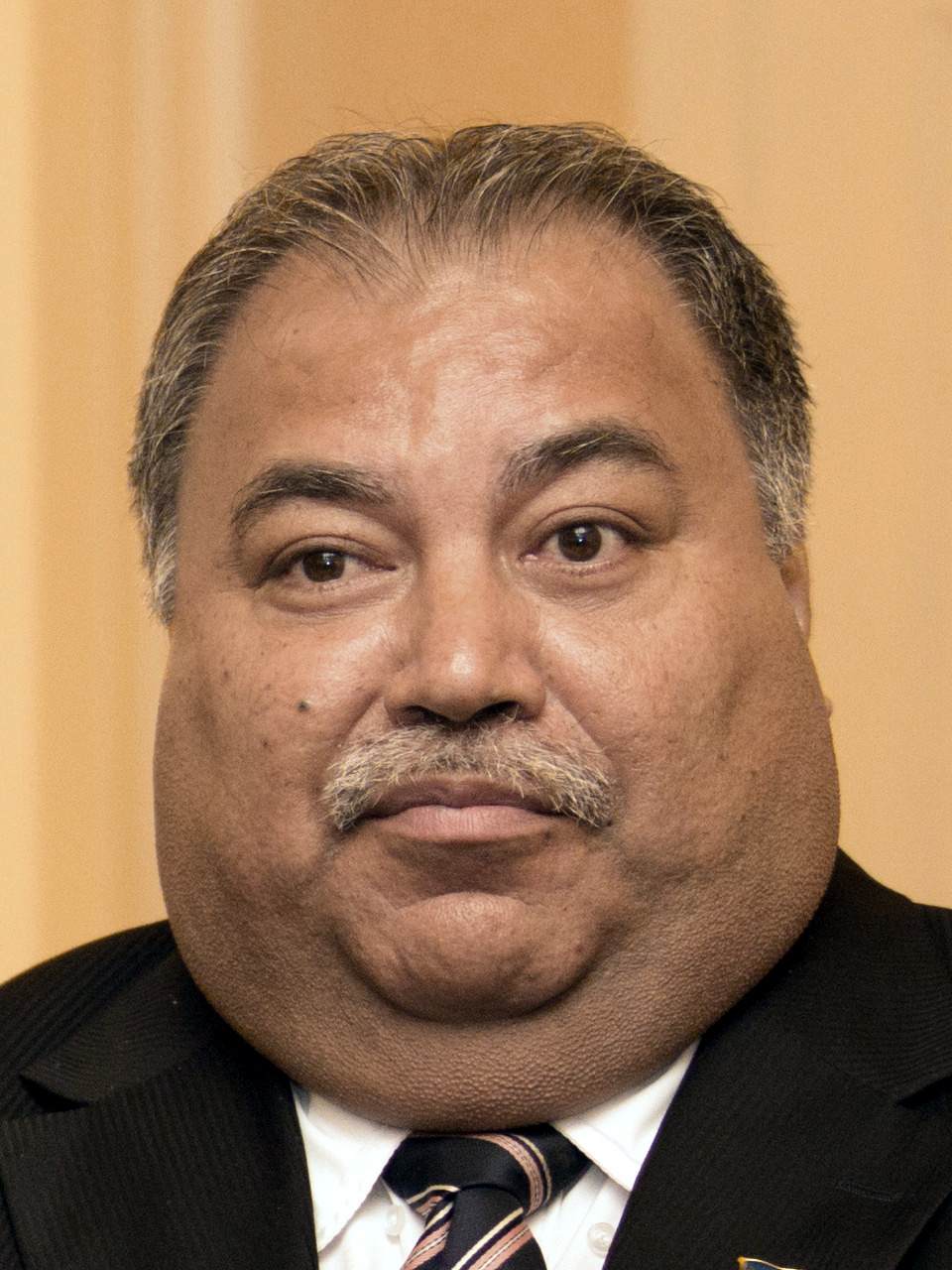
Le président sortant Baron Waqa.

En amont des élections de 2016, les candidats d'opposition affirment que la police leur interdit d'organiser des meetings publics, et que le gouvernement a interdit aux médias nauruans de leur parler ou de diffuser leur campagne. Après leur plainte auprès de l'équipe des observateurs étrangers, les médias acceptent de diffuser les spots de campagne des candidats d'opposition. Le gouvernement est conforté par ces élections : Baron Waqa est réélu président de la République par les voix de seize députés contre deux, face au candidat d'opposition Riddell Akua. Peu après, le député Sean Oppenheimer rejoint toutefois les bancs de l'opposition, portant le nombre des députés d'opposition à trois (Riddell Akua, Kieren Keke et lui).
En 2019, le gouvernement poursuit une campagne de harcèlement contre les « Dix-Neuf de Nauru », dix-neuf opposants accusés d'émeute pour leur participation à la manifestation pour la démocratie en 2015, et innocentés par la justice en 2018. Le gouvernement maintient une « liste noire » pour les empêcher de trouver un emploi et, pour certains, leur interdit de quitter le pays. L'un des « Dix-Neuf », l'ancien président de la République Sprent Dabwido, meurt le 8 mai d'un carcinome du nasopharynx en Australie, où il demandait l'asile politique. Mathew Batsiua, ancien député d'Opposition et co-accusé, accuse alors le gouvernement de Nauru d'avoir du « sang sur les mains » pour avoir tardé à permettre à Sprent Dabwido de se rendre à l'étranger à des fins médicales.

## Système électoral

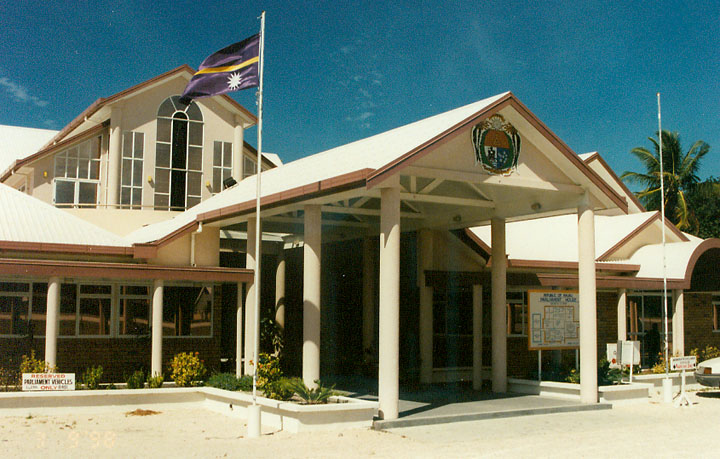
Façade du parlement.

Il n'y a pas de partis politiques à Nauru, les députés s'associant néanmoins pour former une majorité et une opposition. Le droit de vote est ouvert à tous les citoyens âgés d'au moins 20 ans. Voter est obligatoire – tout comme en Australie, l'ancienne puissance coloniale. La non-participation est punie en principe par une amende de 6 A$.
Le système électoral, communément appelé « système Dowdall », est un système de vote préférentiel. L'électeur doit indiquer un ordre de préférence pour tous les candidats dans sa circonscription. Son bulletin de vote n'est valide que s'il a assigné un ordre de préférence à chaque candidat. Le candidat qu'il classe premier reçoit une voix pleine ; celui qu'il classe second reçoit une demi-voix (0,5 voix) ; celui qu'il classe troisième reçoit un tiers de voix (0,33 voix), et ainsi de suite. Les circonscriptions étant plurinominales, plusieurs députés sont élus par circonscription.
Le nouveau Parlement devra élire un président du Parlement parmi ses membres, puis un président de la République, également parmi ses membres. Le président de la République nommera alors des députés aux divers postes de ministres. Le président de la République, à la fois chef de l'État et du gouvernement, conserve son siège de député ; il en va de même pour ses ministres.

## Candidats et campagne
Il y a soixante candidats au total pour les dix-neuf sièges. Tous les députés sortants se représentent, à l’exception de Sean Oppenheimer, député d’opposition. Il y a cinq femmes parmi les candidats : Ronay Dick dans la circonscription de Meneng ; Kay Aliklik et Gabrissa Hartman (députée sortante) à Ubenide ; et Charmaine Scotty (députée sortante) et Isabella Dageago à Yaren.
Les commentateurs notent que David Adeang, ministre des Finances et de la Justice et numéro deux du gouvernement, longtemps perçu comme le véritable pouvoir de ce gouvernement, semble chercher à évincer le président Waqa et briguer lui-même la présidence. Il soutient en effet le secrétaire du ministère des Finances, Martin Hunt, qui se présente contre Baron Waqa dans la circonscription de Boe.
Le 3 août à 16h58, deux minutes avant la clôture des listes électorales, le gouvernement publie un journal officiel accordant la citoyenneté nauruane à 118 étrangers, principalement des personnes de nationalité chinoise employées par le gouvernement. La Commission électorale inscrit ces nouveaux citoyens sur les listes électorales. L'opposition dénonce une tentative par le gouvernement d'acheter des voix. 
Le 23 août, la veille du scrutin, le gouvernement annonce qu'il distribuera l'équivalent de 6 100 € entre quelque 730 personnes affectées par l'effondrement de la Banque de Nauru en 2006. Le président Waqa affirme que cette aide a été rendue possible par la croissance soutenue de l'économie nauruane depuis plusieurs années.

## Résultats nationaux
Le président de la République, Baron Waqa, est battu dans sa circonscription de Boe, ce qui lui interdit de briguer un troisième mandat à la tête de l'État. Les deux seuls députés d'opposition sortants, Riddell Akua et Kieren Keke, perdent toutefois également leurs sièges. Mathew Batsiua et Squire Jeremiah - anciens députés, figures de l'opposition et membres des « Dix-Neuf de Nauru » - échouent à retrouver un siège. Avec la défaite également de Cyril Buraman (président du Parlement sortant) et de Ludwig Scotty (député de la majorité et ancien président de la République puis du Parlement), les deux seules grandes figures de la nouvelle assemblée sont le très controversé David Adeang, qui réalise un très bon score dans sa circonscription d'Ubenide, et Marcus Stephen, ancien président de la République devenu député d'opposition face au gouvernement Waqa ; ayant perdu son siège à Anetan en 2016, il le retrouve à l'occasion de ce scrutin.
La nouvelle assemblée compte deux femmes députées. Gabrissa Hartman perd son siège mais Charmaine Scotty est réélue, et la candidate Isabella Dageago est élue à Yaren.
Les électeurs disposent d'autant de voix que de candidats en lice dans leur circonscription, ce qui porte le total des voix à un nombre bien supérieur au nombre de votants. 
| Faction                   | Faction                          | Voix  | %     | Sièges | +/-           |
| ------------------------- | -------------------------------- | ----- | ----- | ------ | ------------- |
|                           | Députés de la majorité sortante  |       |       | 9      | 7             |
|                           | Députés de l'opposition sortante |       |       | 0      | 3             |
|                           | Nouveaux députés                 |       |       | 10     | 10            |
|                           |                                  |       |       |        |               |
| Votes valides             | Votes valides                    | 7 037 | 98,17 |        |               |
| Votes blancs et invalides | Votes blancs et invalides        | 130   | 1,83  |        |               |
| Total                     | Total                            | 7 167 | 100   | 19     | en stagnation |
| Abstention                | Abstention                       | 341   | 4,54  |        |               |
| Inscrits / participation  | Inscrits / participation         | 7 508 | 95,46 |        |               |

## Résultats préliminaires par circonscription

### Yaren
Bulletins: 647. Dont suffrages exprimés: 642.
| Candidat | Candidat         | Voix    | Résultat | Remarques                                                                                       |
| -------- | ---------------- | ------- | -------- | ----------------------------------------------------------------------------------------------- |
|          | Charmaine Scotty | 518,133 | Réélue   | Ministre sortante de l'Intérieur, de l'Éducation et de la Jeunesse, et de la Gestion des terres |
|          | Isabella Dageago | 259,400 | Élue     |                                                                                                 |
|          | Kieren Keke      | 241,100 | Battu    | Député d'opposition sortant.                                                                    |
|          | Dominic Cain     | 234,083 |          |                                                                                                 |
|          | John Julius      | 213,183 |          |                                                                                                 |

### Boe
Bulletins: 816. Dont suffrages exprimés: 811.
| Candidat | Candidat       | Voix    | Résultat | Remarques                                                                 |
| -------- | -------------- | ------- | -------- | ------------------------------------------------------------------------- |
|          | Martin Hunt    | 448,167 | Élu      |                                                                           |
|          | Asterio Appi   | 413,333 | Réélu    | Député de la majorité sortante.                                           |
|          | Baron Waqa     | 350,633 | Battu    | Président de la République sortant.                                       |
|          | Mathew Batsiua | 343,600 |          | Ancien député, et figure de l'opposition ; l'un des « Dix-Neuf de Nauru » |
|          | Brett Satto    | 296,050 |          |                                                                           |

### Ewa/Anetan
Bulletins: 924. Dont suffrages exprimés: 909.
| Candidat | Candidat       | Voix    | Résultat | Remarques                          |
| -------- | -------------- | ------- | -------- | ---------------------------------- |
|          | Timothy Ika    | 585,869 | Élu      |                                    |
|          | Marcus Stephen | 322,105 | Élu      | Ancien président de la République. |
|          | Antonius Atuen | 312,740 |          |                                    |
|          | Cyril Buraman  | 305,792 | Battu    | Président du Parlement sortant.    |
|          | Vaiuli Amoe    | 262,331 |          |                                    |
|          | Joseph Harris  | 233,277 |          |                                    |
|          | Konrad Ika     | 257,002 |          |                                    |
|          | Darryl Tom     | 191,415 |          |                                    |

### Aiwo
Bulletins: 823. Dont suffrages exprimés: 808.
| Candidat | Candidat       | Voix    | Résultat | Remarques |
| -------- | -------------- | ------- | -------- | --- |
|          | Rennier Gabadu | 368,115 | Élu      | |
|          | Milton Dube    | 331,426 | Réélu    | Député de la majorité sortante.                                                                                              |
|          | Aaron Cook     | 327,783 | Battu    | Ministre sortant du Commerce, de l'Industrie et de l'Environnement, de la RONPHOS, et de la Nauru Rehabilitation Corporation |
|          | Delvin Thoma   | 296,382 |          | |
|          | Preston Thoma  | 252,630 |          | |
|          | Dantes Tsitsi  | 212,686 |          | Ancien député |
|          | Evi Agir       | 211,136 |          | |
|          | Lance Agir     | 195,870 |          | |

### Buada
Bulletins: 680. Dont suffrages exprimés: 673.
| Candidat | Candidat          | Voix    | Résultat | Remarques |
| -------- | ----------------- | ------- | -------- | --- |
|          | Shadlog Bernicke  | 378,400 | Réélu    | Ministre sortant de la Nauru Phosphate Royalties Trust, des Télécommunications, et de la Nauru Utilities Corporation |
|          | Bingham Agir      | 323,107 | Réélu    | Député de la majorité sortante.                                                                                      |
|          | Linkbelt Detabene | 236,348 |          | |
|          | Sean Halstead     | 215,745 |          | |
|          | Arrow Depaune     | 202,857 |          | |
|          | Rowan Detenamo    | 196,698 |          | |
|          | Richie Halstead   | 191,838 |          | |

### Anabar/Ijuw/Anibare
Bulletins: 561. Dont suffrages exprimés: 553.
| Candidat | Candidat         | Voix    | Résultat | Remarques                       |
| -------- | ---------------- | ------- | -------- | ------------------------------- |
|          | Maverick Eoe     | 286,117 | Élu      |                                 |
|          | Pyon Deiye       | 276,267 | Élu      |                                 |
|          | Ludwig Scotty    | 216,800 | Battu    | Député de la majorité sortante. |
|          | Riddell Akua     | 209,000 | Battu    | Député d'opposition sortant.    |
|          | Jeb Bop          | 193,200 |          |                                 |
|          | Transom Duburiya | 173,467 |          |                                 |

### Meneng
Bulletins: 1 134. Dont suffrages exprimés: 1 121.
| Candidat | Candidat         | Voix    | Résultat | Remarques                                                                |
| -------- | ---------------- | ------- | -------- | ------------------------------------------------------------------------ |
|          | Lionel Aingimea  | 437,401 | Réélu    | Député de la majorité sortante.                                          |
|          | Khyde Menke      | 434,346 | Élu      |                                                                          |
|          | Lyn-Wannan Kam   | 402,892 | Réélu    | Député de la majorité sortante.                                          |
|          | Jesse Jeremiah   | 397,054 |          |                                                                          |
|          | Vodrick Detsiogo | 378,433 | Battu    | Député de la majorité sortante.                                          |
|          | Squire Jeremiah  | 368,185 |          | Ancien député et figure de l'opposition ; l'un des « Dix-Neuf de Nauru » |
|          | Ronay Dick       | 279,084 |          |                                                                          |
|          | Paner Baguga     | 239,269 |          |                                                                          |
|          | Chubasco Diranga | 234,609 |          |                                                                          |

### Ubenide

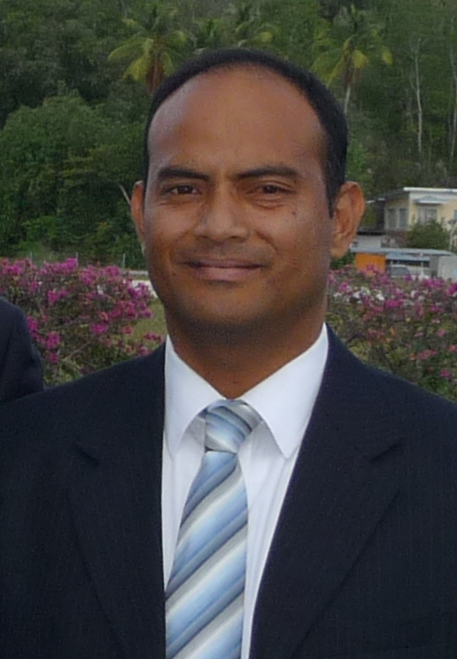
David Adeang, figure dominante du gouvernement Waqa, est réélu député d'Ubenide mais brigue sans succès la présidence de la République.

Bulletins: 1 582. Dont suffrages exprimés: 1 514.
| Candidat | Candidat         | Voix    | Résultat | Remarques                                                                          |
| -------- | ---------------- | ------- | -------- | ---------------------------------------------------------------------------------- |
|          | David Adeang     | 695,709 | Réélu    | Ministre assistant le président et ministre des Finances et de la Justice sortant. |
|          | Russ Kun         | 592,006 | Réélu    | Député de la majorité sortante.                                                    |
|          | Reagan Aliklik   | 521,903 | Élu      |                                                                                    |
|          | Wawani Dowiyogo  | 503,812 | Élu      |                                                                                    |
|          | Ranin Akua       | 461,569 | Battu    | Député de la majorité sortante.                                                    |
|          | Gabrissa Hartman | 424,935 | Battue   | Députée sortante (positionnement incertain).                                       |
|          | Vyko Adeang      | 332,705 |          |                                                                                    |
|          | Kay Aliklik      | 253,347 |          |                                                                                    |
|          | Aloysius Amwano  | 235,902 |          | Ancien député.                                                                     |
|          | Maximillian Kun  | 232,617 |          |                                                                                    |
|          | Renos Agege      | 226,590 |          |                                                                                    |
|          | Darned Dongobir  | 217,167 |          |                                                                                    |

## Élection du président de la République
L'élection du président de la république a lieu au scrutin indirect, par les membres du parlement. Elle est précédée de l'élection du président du parlement. Le Parlement se réunit le mardi 27 août, et élit l'ancien président de la République puis député d'opposition Marcus Stephen à la présidence du Parlement, par douze voix contre sept pour Shadlog Bernicke, ministre dans le gouvernement sortant. 
Deux députés se portent ensuite candidats à la présidence de la République : David Adeang, numéro deux du gouvernement sortant, et Lionel Aingimea, député depuis 2016 et appartenant lui aussi à la majorité sortante. Lionel Aingimea est élu par douze voix contre six. Il nomme son Cabinet le lendemain, attribuant tous les postes ministériels autres que les siens à des députés dont c'est le premier mandat législatif (et exécutif).